# Escadronul de foc
Red Tails (2012) este un film de război produs de Lucasfilm și distribuit de 20th Century Fox. Filmul prezintă povestea unui grup fictiv de Aviatori Tuskegee, un grup de soldați afro-americani care au format Escadrila 332 Aeropurtată (332d Fighter Group) USAAF care a luptat în timpul celui de-al doilea război mondial. Filmul este regizat de Anthony Hemingway după un scenariu de John Ridley, în rolurile principale interpretează actorii Nate Parker, Cuba Gooding Jr. și Terrence Howard.

## Prezentare

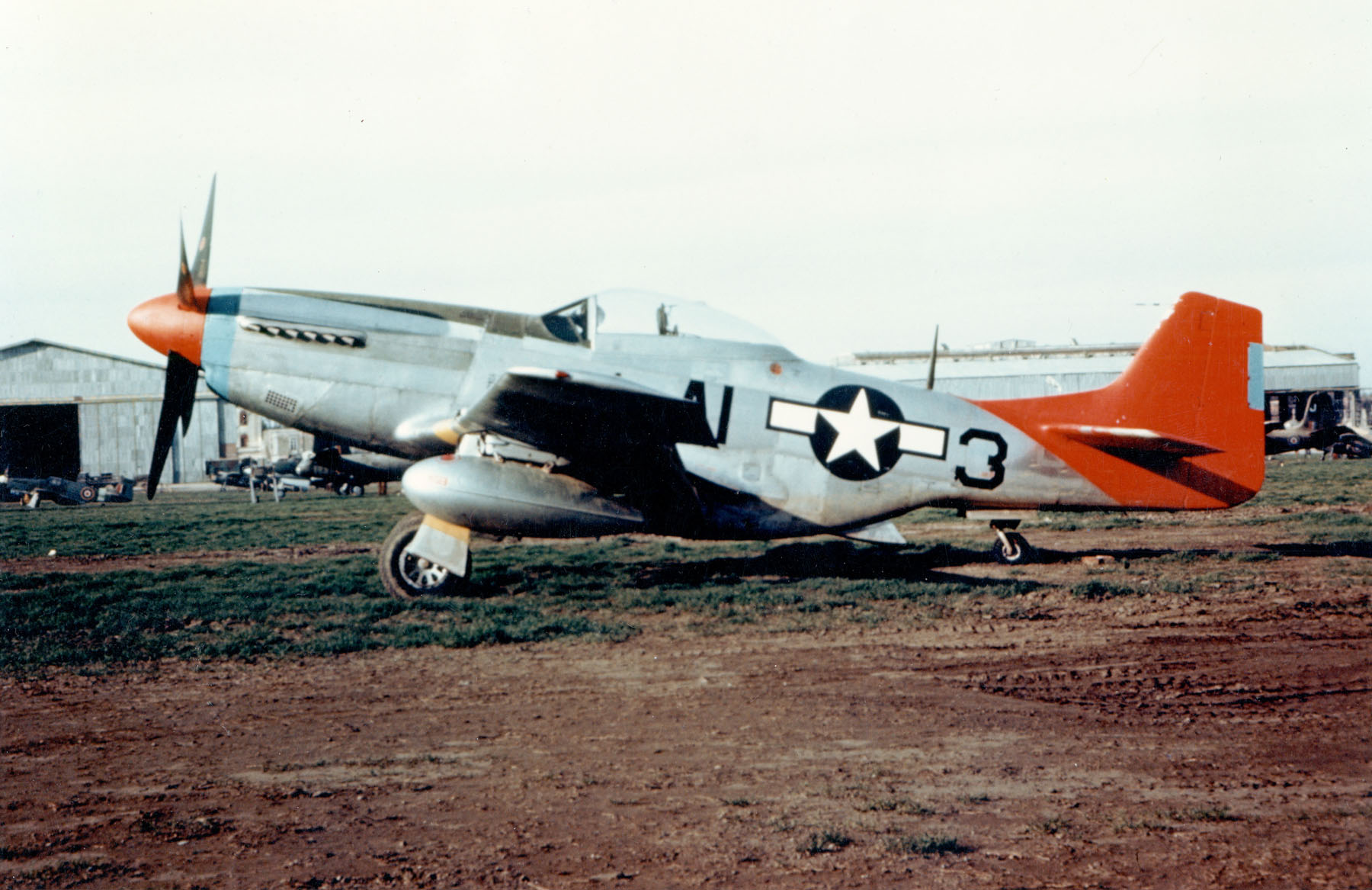
P-51 Mustang

Escadrila Cozilor Roșii se confruntă inițial cu rasismul, primind avioane vechi Curtiss P-40 Warhawk și mulți înalți oficiali dorind să închidă unitatea. După ce Escadrila 332 Aeropurtată sprijină cu succes bombardierele aliaților în Operațiunea Shingle, ei primesc avioane noi North American P-51 Mustang cărora le vopsesc cozile în roșu. În cele din urmă Escadrila ajunge să primească 96 de medalii, 66 de piloți din Tuskegee fiind uciși în luptă.

## Actori
- Cuba Gooding, Jr. este Major Emanuel Stance
- Terrence Howard este Col. A.J Bullard
- Nate Parker este Martin "Easy" Julian
- David Oyelowo este Joe "Lightning" Little
- Ne-Yo este Andrew "Smoky" Salem
- Elijah Kelley este Samuel "Joker" George
- Tristan Wilds este Ray "Ray Gun" or "Junior" Gannon
- Kevin Phillips este Leon "Neon" Edwards
- Marcus T. Paulk este David "The Deacon" Watkins
- Michael B. Jordan este Maurice "Bumps" Wilson
- Daniela Ruah este Sofia
- Bryan Cranston este Col. William Mortamus
- Ryan Early este Cpt. Bryce
- Lars van Riesen este "Pretty Boy" (pilotul german antagonist )
- Method Man este "Sticks"
- Gerald McRaney este General Luntz
- Henry Garrett este Hart
- Robert Kazinsky este Chester Barnes
- Rick Otto este Flynt
- Lee Tergesen este Col. Jack Tomilson
- Andre Royo este Chief "Coffee" Coleman
- Leslie Odom, Jr. este Walter "Winky" Hall
- Jermaine Johnson este "Sneeky"
- Edwina Finley este "CeCe"
- Stacie Davis este Mae
- Aml Ameen este "Bag O'Bones"
- Rupert Penry-Jones este Campbell

## Producție
Au avut loc filmări în Milovice.